# Contea di Boone (Indiana)
La contea di Boone (in inglese Boone County) è una contea dello Stato dell'Indiana, negli Stati Uniti. La popolazione al censimento del 2000 era di 46 107 abitanti. Il capoluogo di contea è Lebanon.